# The Overlanders
The Overlanders foi uma banda britânica de música pop. Originalmente um grupo folk formado no princípio da década de 1960 por Paul Arnold (guitarra, vocais), Laurie Mason (piano, vocais), Peter Bartholomew (guitarra, vocais) e Brian Middleditch (bateria), o conjunto alcançou seu auge em 1966, quando emplacou o single "Michelle" no topo das paradas musicais do Reino Unido.
Incapazes de repetir o feito, separaram-se no princípio da década de 1970. Em 2001, a Castle Records lançou uma coletênea chamada Michelle: The Pye Anthology, reunindo todas as gravações do grupo.